# Odense Sydkredsen
Odense Sydkredsen (Odense 3. kreds) er fra 2007 en opstillingskreds i Fyns Storkreds. Kredsen, der blev oprettet i 1971, var indtil 2006 en opstillingskreds i Fyns Amtskreds.
Ved folketingsvalget 8. februar 2005 var der 49.230 stemmeberettigede vælgere i kredsen. Kredsens største parti blev Socialdemokraterne med 25,79 procent af de afgivne stemmer.
Kredsen omfatter den del af Odense Kommune, der ikke hører under Odense Vestkredsen og Odense Østkredsen.
Bendt Bendtsen, Lars Chr. Lilleholt, Tina Petersen og Carsten Hansen er alle valgt i Odense Sydkredsen.
Kredsen rummede i 2005 flg. kommuner og valgsteder::
1. Odense Kommune
  1. Brændekilde Forsamlingshus
  2. Dalumskolen
  3. Fangel Forsamlingshus
  4. Højby Skole
  5. Rasmus Rask Skolen
  6. Rosengårdskolen
  7. Rådhuset
  8. Sanderumhallen
  9. Sct. Knuds Gymnasium
  10. Stenløse Forsamlingshus
  11. Tingkærskolen
  12. Tingløkkeskolen

## Folketingskandidater
| Liste | Parti                       | Kandidat | Bemærk                                                     |
| ----- | --------------------------- | --- | ---------------------------------------------------------- |
| A     | Socialdemokratiet           | Thomas Skriver Jensen |                                                            |
| B     | Radikale Venstre            | |                                                            |
| C     | Det Konservative Folkeparti | |                                                            |
| D     | Nye Borgerlige              | Martin Paetau |                                                            |
| F     | Socialistisk Folkeparti     | |                                                            |
| I     | Liberal Alliance            | |                                                            |
| O     | Dansk Folkeparti            | Alex Ahrendtsen |                                                            |
| V     | Venstre                     | Sofie Mosgaard |                                                            |
| Ø     | Enhedslisten                | Camille Hvillum |                                                            |
| Å     | Alternativet                | Stine Bardeleben Helles, Fabian Munkholm Davidsen, Mikkel Holm-Pedersen, Tine Busk, Line Gessø Storm Hansen, Karl Bidstrup, Mette Rahbek | Er opstillet i samtlige opstillingskredse i Fyns Storkreds |